# فرودگاه تهو خوان
فرودگاه تهو خوان (به انگلیسی: Tho Xuan Airport) (به زبان بومی: Sân bay Thọ Xuân) یک فرودگاه نظامی و همگانی با کد یاتا THD است که یک باند فرود بتن دارد و طول باند آن ۳۲۰۰ متر است. این فرودگاه در شهر تان هوا کشور ویتنام قرار دارد.

## شرکت‌های هواپیمایی و مقصدهای پروازی
The following destinations are served from the airport:
| شرکت‌های هواپیمایی | مقصدهای پروازی |
| ----------------- | -------------- |
| سوسی ایر          | سلطان طاها     |
| وینگز ایر         | سلطان طاها     |